# Жакмель
Жакмель (фр. Jacmel, гаит. креол. Jakmèl) — город в Республике Гаити, административный центр Юго-Восточного департамента. Расположен на южном побережье страны.

## История
В 1698 году был основан французскими колонизаторами и назван по имени здешнего поселения островитян, переиначив слово «якимел» на более благозвучное для французов — «жакмель». Город стал центром французской колонии Санто-Доминго.
В 1799 году здесь произошло восстание мулатов, известное как Война Ножей, но уже в 1800 году оно было подавлено.

## Население
По данным на 2013 год численность населения составляет 32 903 человека.
Динамика численности населения города по годам:
| 1982   | 2003   | 2013   |
| ------ | ------ | ------ |
| 13 730 | 26 077 | 32 903 |

## Известные уроженцы
- Рене Депестр — гаитянский поэт, прозаик, общественный деятель, коммунист.

## Города-побратимы
- Страсбур, Франция